# 華南海盜
華南海盜泛指於1790年至1810年間（清乾隆55年－清嘉慶15年間）活動於廣東沿海和內河水道的海盜群，於1805年踏入全盛時期，高峰期時人數約有5至7萬人，當中著名的海盜有張保仔、鄭一、郭婆帶等。當年的香港亦是海盜的出沒地區之一。香港地區的海盜，至少可以追溯至明代中葉。

## 緣起
康熙帝平定三藩之亂(1681年)，佔領台灣，清朝步入和平發展時期，國力日漸鼎盛，加上康熙帝為了增加人口而承諾「永不加賦」，經過清初康、雍、乾三位皇帝百多年的社會穩定發展，大清整體人口急劇增加。乾隆三十二年(1767年)，廣東人口接近七百萬，至嘉慶十七年(1812年)，更增加至近二千萬人口。田地的增長無法應付人口的持續上升，對土地構成沉重壓力。百姓因此無法從田地獲得生活所需，轉而往海上當漁民，當中不少生活困苦的漁民甚至轉而成為海盜，謀取生計，搶劫來往廣州外海水域的外國商船。漸漸，這些海盜聯合成為不同規模的小股海盜。晚清時期，社會動盪不堪，內憂外患頻繁，清政府無力保護良民。廣東省地處南方邊遠海沿，乃水陸交通連接之地，治安尤為緊張。華南海盜亦於1790年至1810年間（乾隆至嘉慶年間）更肆虐於廣東沿岸。民間為了保護自己，紛紛習武，知名武術家百花齊放，當中最廣為人知的如「廣東十虎」。

## 早期：江坪小股海盜
早期的江坪小股海盜，多為江坪一帶的漁民和商人，他們因經濟困難走投無路而當起海盜，海盜的行事方式多是採取“短促快捷的行動方式”，他們多從越南起航，突襲華南一帶的海船，事成後會逃回越南，避開清廷水師的追捕。小股海盜行事往往是偶然發起，沒有組織，行事亦以謹慎為宗旨，其採用的武器亦是十分的簡陋，如匕首、刺刀等，他們很少有興趣再幹成一兩次以後繼續幹下去。

## 中期：越南西山朝扶植下的華南海盜
乾隆三十六年(1771年)，越南爆發西山起義，西山朝雖然在1778年建立，然而仍急需海上戰力以對付越南南部的阮氏家族以及北方的鄭氏家族以鞏固政權，亦急需物資以應付軍事開支。於是便以授與官軍頭銜為誘，賦予海盜為西山軍募集勢力的權力。在各取所需的情況，華南海盜陳添保、莫官扶、鄭七等人受聘與西山軍建立伙伴關係。在西山政府的認可下，海盜具有封官贈銜的能力，成了吸收兵員的重要手段，小股海盜勢力亦因此日漸壯大，成為一個個包含盜首，頭目稱謂的有龐大組織，建立了一個海盜活動體系，懂得了怎樣在海上使用武器和建立據點。
雖然大清官員對華南海盜勢力的增長有所警惕，但由於海盜當時的活動範圍多圍繞越南水域，又鑑於清廷和西山軍的外交問題，清廷與華南海盜的直接衝突尚未白熱化，越南成為華南海盜強而有力的避風港。

## 全盛時期：聯盟制度下的海盜集團
時移勢易，西山軍於1802年為阮朝所敗。為了向清廷釋出善意，阮朝開始對華南海盜趕盡殺絕，莫官扶、鄭七等海盜魁首被殺。頓失西山政權依靠的海盜唯有回到廣東沿海地區發展。鄭七死後，鄭一繼其位。盤踞越南之海盜回歸，致使華南海盜的勢力競爭白熱化，海盜各自形成大小規模不同的組織，彼此互相攻擊，華南海盜數量因此曾一度減少。
1805年，為了避免海盜集團自取滅亡，七位海盜領袖結成海盜聯盟，分成六旗（紅、黃、青、藍、黑、白旗），並立下合約，其內容主要為了防止更多的內部衝突，規定各旗的海上行為。當中香港著名海盜張保仔便隸屬於紅旗鄭一旗下。當大部份的華南海盜組織因此結合成一個單一聯盟，勢力大增，他們的行動亦從小股勢力時的隨意搶掠，改變成有計劃的劫掠行動，1805年後被攻擊的華南海域商船數量因此有明顯的增加。

## 晚期：華南海盜勢力的崩潰
華南海盜勢力崩潰的原因眾說紛紜，其中之一歸咎於其內部組織不和，當中直指黑旗盜首郭婆帶與紅旗盜首張保仔之爭。張保仔因鄭一和鄭一嫂的信任，日漸從一名被擄掠的漁民之子爬上紅旗盜首的位置。而黑旗盜首郭婆帶原是紅旗前盜首鄭一的重要手下，後來因日漸強大而另立黑旗，與紅旗素來交好，清廷實施海禁後，兩旗經常合作搶掠沿岸地區。然而，對郭婆帶而言，自己既為叔公輩，其地位卻與張保仔相等，甚至有時因鄭一嫂關係而受制於張保仔之下，故郭婆帶一直心存不憤。
1809年11月為期八天的赤鱲角戰役，把張保仔和郭婆帶之間的紛爭表面化。當時鄭一嫂與張保仔為廣東水師及葡軍圍困於赤鱲角（今香港國際機場所在），張保仔因怕不能突圍，曾向停泊於東面海域的黑旗海盜集團求援，可是，郭婆帶卻不前往援助，希望借清軍之手除去紅旗以取代紅旗在海盜聯盟的領導地位。從此紅旗幫和黑旗幫反目成仇，張保仔和郭婆帶於匈洲相遇，並爆發一戰，張保仔一隊因疲於奔命而敗於黑旗手下。
縱然黑旗稍勝紅旗一場，但黑旗整體勢力並不比紅旗為大，加上紅旗在海盜聯盟中的地位，郭婆帶恐怕受到清廷及海盜聯盟的兩面夾攻，力不所及為紅旗所吞併，於是主動聯絡兩廣總督百齡商議投降一事，並於1810年1月至2月期間率一百二十八艘船艦，八千部眾歸順清朝，改名郭學顯，因曾敗張保仔大功而授與官職。
鄭一嫂見郭婆帶投降而得官位，因而勸張保仔投降。張保仔見郭婆帶投降，不但不計前罪，更授與官位，令其堅定了投降之念。何況紅旗集團比黑旗集團規模為之更大，清廷又急欲解決華南海盜的問題，天時地利人和兼備，張保仔於是委託周飛熊作中間人，並於1810年4月4日正式投降。

## 參戰勢力

### 西山朝
西山朝在1778年建立，為鞏固政權，賦予海盜為西山軍募集勢力的權力。在各取所需的情況，華南海盜陳添保、莫官扶、鄭七等人受聘與西山軍建立伙伴關係。
西山朝於1802年為南方阮軍所敗，頓失西山政權依靠的海盜唯有回到廣東沿海地區發展。海盜各自形成大小規模不同的組織，彼此互相攻擊，華南海盜數量因此曾一度減少。
- 皇帝

阮岳（？-1793年），第一任皇帝。
阮惠（1753年-1792年），第二任皇帝。
阮光纘（1783年-1802年），第三任皇帝，1794年封莫官扶為「東海王」。
- 成員

陳添保 (生卒年不詳)，總兵；保德侯–善艚道總督；保才侯–統善艚道各支大總督。
莫官扶 (？－1801年)，艚長、總兵、被越南西山朝的第三代皇帝阮光纘皇帝封為東海王。
梁文庚 (生卒年不詳)，千總、總兵。
樊文才 (生卒年不詳)，指揮、總兵。
馮聯貴 (生卒年不詳)，都督；其後成為青旗幫成員。
鄭耀煌（1760年－1802年），艚長、總兵、大司馬；其後成為紅旗幫第一任首領。
鄭維豐 (生卒年不詳)，金玉侯。
麥有金（1765年—1810年），甯海副將軍、清海大將軍；其後成為藍旗幫首領，外號「烏石二」。
梁寶（生卒年不詳），總兵；其後成為白旗幫首領，外號「總兵寶」。
梁貴興 (生卒年不詳)，合德侯。
鄭流唐 (生卒年不詳)，都督；其後參與訂立海盜聯盟“合約”的七位幫主之一。
譚阿招 (生卒年不詳)，平波王。

### 海盜聯盟
嘉慶十年(1805)六月，為了避免海盜集團自取滅亡，七位當時有實力的海盜頭子簽立合約進行大聯盟。
該七位盜首分別為鄭文顯（紅旗幫）、吳智清（黃旗幫）、李相清（青旗幫）、麥有金（藍旗幫）、郭學憲（黑旗幫）、梁寶（白旗幫）、鄭流唐（山西朝）。
參與訂立“合約”的七位幫主，其中，鄭流唐在訂約後不久，在一次內部爭鬥中，半邊臉被砍傷，遂帶領人船投降了清廷，故以後廣東海盜實有六幫。

#### 紅旗幫（盟主）
- 首領

鄭耀煌（1760年－1802年），紅旗幫第一任首領，海盜首領鄭連福第七子，又被稱為「鄭七」，死後從弟鄭一繼領其軍。
鄭文顯（1765年－1807年），紅旗幫第二任首領，兼任海盜聯盟盟主。海盜首領鄭連昌長子，又被稱為「鄭一」、「鄭一郎」，又名「鄭耀一」。
張保（1786年－1822年），紅旗幫第三任首領，廣東人喜愛把「仔」放在姓名後面，所以被稱為「張保仔」。鄭文顯養子。
- 成員

梁婆保（生卒年不詳），紅旗幫成員。
蕭稽蘭（生卒年不詳），紅旗幫成員，外號「香山二」。
蕭步鼇（生卒年不詳），紅旗幫成員。
鄭國華（生卒年不詳），紅旗幫成員。
陳五（生卒年不詳），紅旗幫成員。
亞選嫂（生卒年不詳），紅旗幫成員。
陳亞南（生卒年不詳），紅旗幫成員。
大炮椱（生卒年不詳），紅旗幫成員。
- 戰力

①30000-40000多海盜，6百艘戰船。(全盛時期)
②海盜婦孺17,318人、船226艘、砲1,315尊、兵器2,798件。(1810年5月22日向兩廣總督百齡投降時)

#### 黃旗幫
- 首領

吳智青（生卒年不詳），第一任黃旗幫首領，又名「吳知青」，外號「東海壩」。
馮超群（生卒年不詳），第二任黃旗幫首領，東海霸幫內頭目。
- 成員

李宗潮（生卒年不詳），黃旗幫成員。
游國勒（生卒年不詳），黃旗幫成員。
林阿發（生卒年不詳），黃旗幫成員。
- 戰力

5578名幫眾，113艘帆船和500門火炮。(1810年1月13日，和黑旗幫首領郭婆帶一起降清時)

#### 青旗幫（綠旗幫）
- 首領

李相清（生卒年不詳），青旗幫首領，又名「李尚青」、外號「金古養」。
- 成員

馮聯貴（生卒年不詳），青旗幫成員。
- 戰力

不明

#### 藍旗幫
- 首領

麥有金（1765年—1810年），藍旗幫首領，外號「烏石二」。
- 成員

麥有貴（生卒年不詳），藍旗幫成員。外號「烏石大」。
麥有芝（生卒年不詳），藍旗幫成員。外號「烏石三」。
揚片容（生卒年不詳），藍旗幫成員。
周添（生卒年不詳），藍旗幫成員。
鄭耀章（生卒年不詳），藍旗幫成員。
龍運登（生卒年不詳），藍旗幫成員。
黃鶴（生卒年不詳），藍旗幫秀才，首領麥有金在秀才黃鶴的幫助下，舉起了抗清義旗。不出一年，麥有金擁有的船隻已多至二三百艘，人數也有七八千人之眾。
- 戰力

①至少160艘船，10000人左右。
②大小戰船1000多艘，人數數萬。(鼎盛時期)

#### 黑旗幫
- 首領

郭婆帶（生卒年不詳），黑旗幫首領，後改名「郭學顯」、「郭學憲」。
- 成員

馮用發（生卒年不詳），黑旗幫成員。
張日高（生卒年不詳），黑旗幫成員。
郭就善（生卒年不詳），黑旗幫成員。
王亞三（生卒年不詳），黑旗幫成員。
王亞甘（生卒年不詳），黑旗幫成員。
- 戰力

①100餘艘船、10000餘人。
②128艘船艦，8000部眾。(1810年1月13日期間向兩廣總督百齡投降時)

#### 白旗幫
- 首領

梁寶（生卒年不詳），白旗幫首領，外號「總兵寶」。
- 成員

溫亞鵠（生卒年不詳），白旗幫成員。
葉亞五（生卒年不詳），白旗幫成員。
梁亞康（生卒年不詳），白旗幫成員。
- 戰力

船50左右、人數不明。

### 聯合艦隊
嘉慶十四年（1809年） 九月十七日 ，紅旗幫擄獲英國東印度公司商船，囚船主索贖，得款萬元及鴉片煙土兩箱、火藥兩箱等物。為蕩平海寇，清廷與英國聯合，試圖借列強力量消滅紅旗幫。其中最大一次戰役，據格拉斯普爾記載，1809年秋，清朝水師與葡萄牙和英國一起組成了聯合艦隊，要突襲大嶼山消滅紅旗幫。

#### 廣東水師
- 兩廣總督

吉慶 （生卒年不詳），第25任兩廣總督。莫觀扶、梁文庚、樊文才戰敗被阮軍俘虜，吉慶對三人進行審問，得知了西山朝一直支持華南海盜的事實，將此呈報嘉慶帝。嘉慶帝勃然大怒，命令吉慶將三人淩遲處死。
張百齡（1748年－1816年），第31任兩廣總督，漢軍正黃旗人，乾隆三十七年(1772年)進士，1810年5月22日百齡赴芙蓉沙接受張保仔、鄭一嫂投降。
林則徐（1785年－1850年），第38任兩廣總督，上書阻止張保仔繼續升遷。
徐廣縉（1797年－1869年），第42任兩廣總督，接受十五仔投降。
- 成員

徐廷雄（生卒年不詳），浙江水師提督。在浙江海面被張保仔擊斃。
孫全謀（生卒年不詳），廣東水師提督。在香港大嶼灣，被張保仔生擒，滅掉了清海軍戰船二十多艘、火炮三百門。
林國良（生卒年不詳），虎門總兵。在廣州，被張保仔擊斃。
許廷桂（1752年－1809年），香山協副將。林國良死後，護理左翼鎮總兵。嘉慶十四年（1809），在廣東迎戰巨盜張保仔時，受害歸擒，支解而死，年58歲。
- 戰力

不明

#### 澳葡艦隊
- 澳葡長官

亞利鴉架（Miguel Arriaga，生卒年不詳），澳葡地方長官。(清嘉慶十四年)1809年11月23日，張百齡派3名官員前往澳門會商，雙方訂立臨時協議，決定配合廣東水師圍剿海盜，為期6個月。
- 司令

阿爾科弗雷多（生卒年不詳），澳葡艦隊上校。
- 戰力

6艘100噸以上的武裝船，船員760以上。
※旗艦1艘，武裝船5艘。
旗艦:排水量達400噸，戰有26門火炮，160名船員。(艦隊司令阿爾科弗雷多上校乘坐)
武裝船:5艘共有150多門火炮，近600名船員。(按推算即平均每艘30多門火炮，120名船員。)

#### 英國海軍
- 成員

### 後期海盜
張保仔於1822年逝世21年之後，即於1843年至1850年間，香港附近洋面又出現一股大海盜，他們的勢力不下於張保仔。這股海盜以十五仔和徐亞保為首，擁有巨艦64艘，火砲共1224門，盜眾3150人。這股海盜活躍在大鵬灣、伶仃洋，乃至南中國海一帶，專門劫掠英國商船。
- 首領

十五仔(生卒年不詳)，活躍於1845年至1859年。繼張保仔（1810年降清，1822年卒）之後香港勢力最大的海盜。他擁有70艘船，大本營位於廣東省西南部電白區。
- 成員

徐亞保（？－1851年），十五仔屬下，兩人是繼張保仔之後香港勢力最大的海盜。徐亞保在赤柱殺了2名調戲婦女的英軍士官科士打上尉和戴亞中尉，
- 戰力

①70艘船，人數不明。(十五仔)
②盜艦13艘，人數不明。(徐亞保、1850年2月20日)
③64艘巨艦，火炮共1224門，盜眾3150人。(十五仔和徐亞保)

### 英國海軍
- 成員

科士打(生卒年不詳)，英軍上尉。於1849年2月25日因調戲婦女被海盜徐亞保在赤柱殺死。
戴亞(生卒年不詳)，英軍中尉。於1849年2月25日因調戲婦女被海盜徐亞保在赤柱殺死。
戴林普·海伊(生卒年不詳)，英國海軍中校。
1849年9月28日至10月3日期間，率領3艘英艦與徐亞保在香港附近海面爆發一場海戰，殲滅海盜船23艘，盜共1800人，擊毀海盜的兩個造船廠，徐亞保實力損失過半。
1849年10月19日至10月25日期間，率4艘英艦與十五仔在東京灣激戰，擊沉盜船58艘， 12月1日，十五仔向兩廣總督投誠。（1849年間，兩廣總督應為徐廣縉。)
1850年，徐亞保一股死灰復燃，集盜艦13艘在大鵬灣一帶活動，2月20日，英艦“密狄亞”號與徐亞保相遇，雙方交戰，當場擊沉全部海盜船，徐率輕舟逃避。後被英人緝獲，自縊於獄中。
- 戰力

①3艘英艦，人數不明。(1849年9月28日至10月3日期間，與徐亞保在香港附近海面海戰時)
②4艘英艦，人數不明。(1849年10月19日至10月25日期間，與十五仔在東京灣激戰時)
③英艦“密狄亞”，人數不明。(1850年2月20日，與徐亞保在大鵬灣一帶交戰時)

## 其他同時期事件
- 太平天國（1848年初，馮雲山被紫荊山蒙沖鄉石人村地方士紳王作新以「聚眾謀反」罪名逮捕，送往廣西桂平知縣衙門囚禁。洪秀全逃亡外地，自稱「找兩廣總督徐廣縉營救」，後馮雲山信徒集資賄賂某個來歷不明但有實權的清朝官員，因而馮雲山得到釋放。）
- 白蓮教→川楚教亂（1796年－1804年，指清朝嘉慶年間爆發於四川、陝西、河南和湖北邊境地區的白蓮教徒武裝反抗政府的事件。）
- 天理教→癸酉之變（因1813年為癸酉年，故史稱「癸酉之變」，指清朝嘉慶十八年（1813年）發生的一次天理教（八卦教的一派）軍隊進攻北京紫禁城的事件。其餘魯、豫各地亦有起事，皆隨即被官兵平定。）